# دانکن مکلین
دانکن مکلین (انگلیسی: Duncan McLean؛ ۲۰ ژانویه ۱۸۶۸ – ۱۷ نوامبر ۱۹۴۱) بازیکن فوتبال اهل بریتانیا بود.
از باشگاه‌هایی که در آن بازی کرده‌است می‌توان به باشگاه فوتبال اورتون، باشگاه فوتبال لیورپول، و تیم ملی فوتبال اسکاتلند اشاره کرد.
وی همچنین در تیم ملی فوتبال Scotland بازی کرده‌است.